# Vulkan Mombacho
Mombacho je stratovulkan v Nikaragvi, blizu mesta Granada. Visok je 1344 metrov. Naravni rezervat vulkana Mombacho je eno od 78 zavarovanih območij Nikaragve. Zadnji izbruh Mombacha se je zgodil leta 1570. Ni zgodovinskih podatkov o prejšnjih izbruhih.
Najvišja območja vulkana so dom oblačnega gozda in pritlikavega gozda, ki vsebuje floro in favno, endemično izključno za vulkan. Vulkan, ki je vedno bolj priljubljena turistična atrakcija, ima pogled na jezero Nikaragva in mesto Granada. Vulkan ima tudi dve pohodniški poti, eno zmerno, ki obkroži glavni krater, in drugo, zahtevnejšo pot (El Puma), ki jo mora voditi vodnik. Težja pot je edina možnost, da vidimo nekatere značilnosti, kot je rušje. Pot je skoraj v celoti naklonjena 45° in se približno dve milji spušča.
Okoli Mombacha je registriranih več kot 700 različnih rastlin, vključno s številnimi vrstami orhidej.

## Galerija
- Brežina
- Crater
- Panorama, posneta na Mombachu
- Mombacho od daleč
- Mombacho iz Granade